# Capela de Futuna

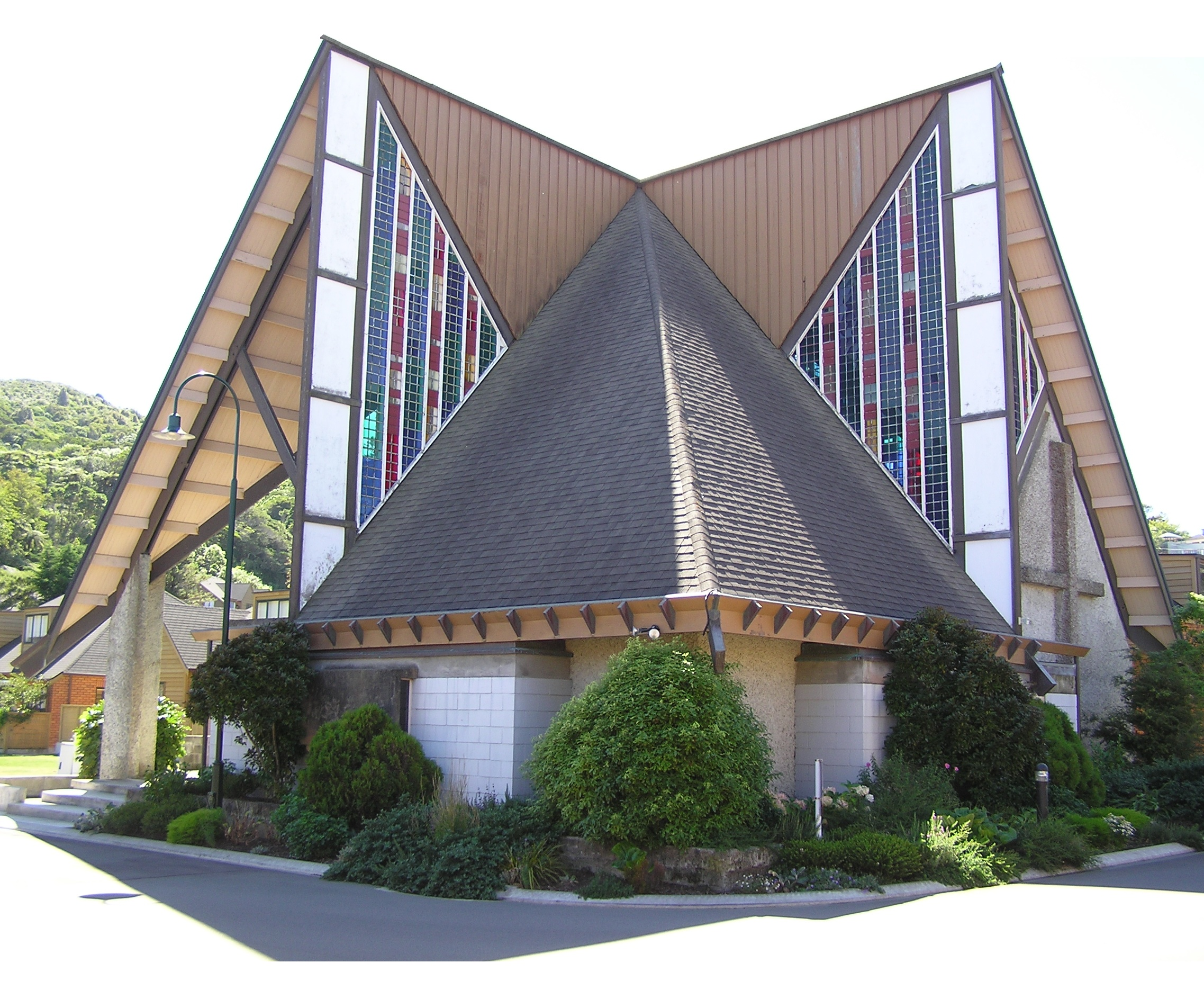
Capela de Futuna.

A Capela de Futuna é uma capela em Wellington, Nova Zelândia. A capela recebeu o nome da Ilha de Futuna, na qual o missionário Pedro Chanel, a quem a capela foi dedicada, foi martirizado em 1841.

## História
Foi desenhado pelo arquitecto John Scott e construída pelos Padres da Sociedade da Maria. Ganhou a Medalha de Ouro do Instituto de Arquitectos da Nova Zelândia em 1968 e o prémio do seu 25º aniversário. Em 2000 a Sociedade de Maria vendeu a capela.